# Елязъг (вилает)
Елязъг (на турски: Elazığ, произношение на турски Елязъ̀ъ) е вилает в Източна Турция. Административен център на вилаета е едноименният град Елязъг. От вилаетът извира река Ефрат.
Вилает Елязъг е с население от 595 307 жители (оценка от 2006 г.) и обща площ от 9153 кв. км. Вилает Елязъг е разделен на 11 общини.

## Население
Численост на населението според преброяванията през годините:
| Година | Численост |
| 1990   | 498 225   |
| 2000   | 569 616   |
| 2011   | 559 063   |